# Wilhelm Peitz
Wilhelm Bernhard Maria Peitz, född 15 maj 1876 i Altendorf vid Essen, död 28 juli 1954 i Mühlheim (Rheinland), var en tysk historiker.
Peitz inträdde 1893 i jesuitorden, prästvigdes 1907 och var lärare i historia och geografi vid jesuitläroanstalten Stella matutina i Feldkirch. Hans forskning i fråga om det påvliga kansliväsendet under äldre medeltiden betecknas som banbrytande.
Peitz författade bland annat Das Register Gregors I. Beiträge zur Kenntniss des päpstlichen Kanzlei- und Registerwesens bis auf Gregor VII (1917), Liber diurnus (1918) och  Untersuchungen zu Urkundenfälschungen des Mittelalters. I. Die Hamburger Fälschungen (1919).